# Goiva

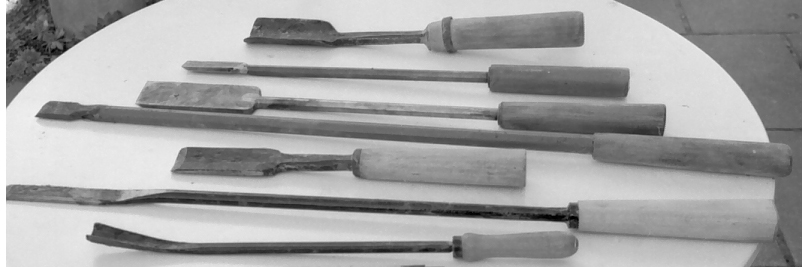
Jogo de goivas para entalhe.

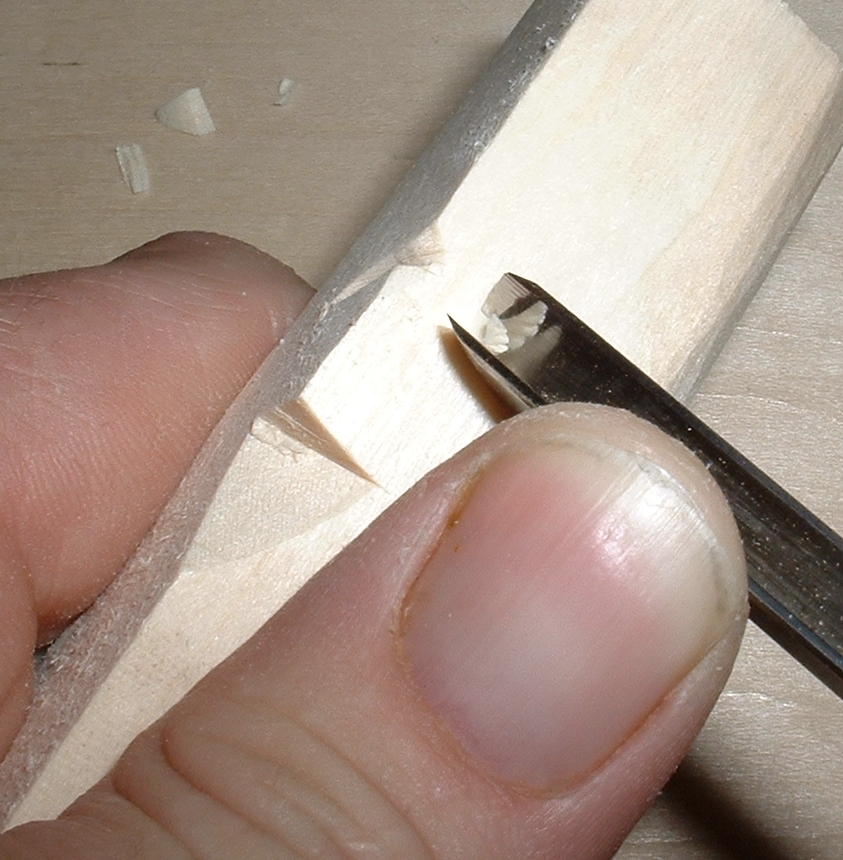
Goiva com lâmina em formato V.

Goiva é uma série de instrumentos cortantes utilizados para o entalhe em madeira. Com a lâmina curta, é semelhante ao formão, porém em escala menor. Podem ter diferenciados formatos, com a lâmina reta, em meia-cana, com o corte do lado convexo, arredondado ou em formato de "V".

## Outras atribuições
O nome também é utilizado vulgarmente para dar nome a uma ferramenta utilizada na agropecuária, utilizada para fazer o corte manual de capim nas capineiras. O formato é similar as goivas utilizadas na carpintaria ou marcenaria, porém sua escala é maior. Também são chamadas de cavadeiras.

## Etimologia
Chisel vem do velho francês cisel, ciseau moderno, latim tardio cisellum, uma ferramenta de corte, de caedere, para cortar.

## Goiva
Uma goiva moderna é semelhante a um cinzel, exceto que sua borda da lâmina não é plana, mas é curva ou angulada em seção transversal. A versão moderna é geralmente em linha, a lâmina e o cabo normalmente têm o mesmo eixo longo. Se o bisel da lâmina estiver na superfície externa da curva, a goiva é chamada de goiva "outcannel", caso contrário, é conhecida como goiva "incannel". Goivas com lâminas anguladas em vez de curvas são muitas vezes chamadas de "goivas em V" ou "ferramentas de vee-parting".
A geometria da lâmina é definida por um sistema de numeração semi-padronizado que varia de acordo com o fabricante e o país de origem. Para cada goiva é especificado um "número de varredura" que expressa a parte de um círculo definida pela curva da lâmina. O número de varredura geralmente varia de #1, ou plano, até #9, um semicírculo, com gotas especializadas adicionais em números mais altos, como o #11 em forma de U, e uma ferramenta em v ou ferramenta de separação, que pode ser um número ainda maior, como #41. Além da varredura, as gotas também são especificadas pela distância de uma borda da lâmina à outra (isso corresponde à corda da seção do círculo definida pela borda da lâmina). Juntando essas peças, dois números são usados para especificar a forma da aresta de corte de uma goiva, como um '#7-20mm'. Alguns fabricantes fornecem gráficos com as varreduras de suas lâminas mostradas graficamente.
As goivinhas são usadas em marcenaria e artes. Por exemplo, um luthier de violino usa goivas para esculpir o violino, um marceneiro pode usá-lo para executar flautas ou curvas de corte, ou um artista pode produzir uma obra de arte cortando alguns pedaços de uma folha de linóleo (ver também Linocut).
Goivas foram encontradas em uma série de tesouros históricos da Idade do Bronze encontrados na Grã-Bretanha.